# Dick Ebersol
Dick Ebersol est un producteur de télévision, scénariste et réalisateur américain né le 28 juillet 1947 à Torrington au Connecticut. Il est également conseiller principal de la chaîne Universal Sports (en). Il a été le directeur NBC Sports produisant des émissions sportives importantes comme les Jeux olympiques ou la National Football League.

## Biographie

### Enfance et débuts
Dick Ebersol est né à Torrington au Connecticut de Mary Duncan et Charles Roberts Ebersol, ancien directeur de l'American Cancer Society.
Il est le demi-frère de Josiah Bunting III (en). En 1967, à 20 ans, il commence sa longue histoire avec les Jeux olympiques lorsqu'il sort temporairement de l'Université Yale pour rejoindre Roone Arledge sur ABC Sports en tant que premier chercheur des olympiades télévisuelles.

### Vie privée
Dick Ebersol est marié de 1976 à 1981 avec l’ancienne présentatrice de Wheel of Fortune, Susan Stafford (en). Ils n'ont eu aucun enfant ensemble. Depuis 1981, il est marié à l'actrice Susan Saint James avec laquelle il a trois fils : Charlie (en), Willie et Teddy. Ce dernier est décédé dans un crash d'avion en 2004. Susan Saint James a également deux enfants issus d'un précédent mariage.
Le 28 novembre 2004, un jet privé, un Bombardier Challenger 600, transportant Dick Ebersol et deux de ses fils, Charlie et Teddy, se crash pendant le décollage du Montrose Regional Airport (en) au Colorado. Le capitaine du jet, Luis Polanco, le chef de bord, Warren T. Richardson III et Teddy Ebersol sont tués. Dick et son fils aîné, Charlie, ainsi que le premier officier, survivent, même s'ils sont sévèrement blessés. Charlie a été éjecté de l’avion et s'est précipité à l'intérieur, réussissant à mettre son père en sécurité.
Le 10 juin 2006, le mémorial Teddy Ebersol Field (en) est inauguré le long de la rivière Charles à Boston.

## Filmographie

### Producteur
- 1967-1974 : Wide World of Sports
- 1975 : Major League Baseball on NBC (en)
- 1975-1985 : Saturday Night Live : 92 épisodes
- 1980-1981 : The Midnight Special : 14 épisodes
- 1985-1988 : Saturday Night's Main Event : 16 épisodes
- 1988-1991 : Later with Bob Costas (en) : 12 épisodes
- 1998 : Match des Étoiles de la Ligue majeure de baseball 1998
- 1998 : Saturday Night Live: The Best of Eddie Murphy
- 2000 : Match des Étoiles de la Ligue majeure de baseball 2000
- 2002 : Jeux olympiques d'hiver de 2002
- 2002-2004 : Ironman Triathlon World Championship
- 2004 : Jeux olympiques d'été de 2004
- 2006 : Jeux olympiques d'hiver de 2006
- 2007 : Barbaro: A Nation's Horse
- 2008 : Jeux olympiques d'été de 2008
- 2009-2011 : Un derby sensationnel (The Kentucky Derby)
- 2010 : Jeux olympiques d'hiver de 2010
- 2011 : NBC Sunday Night Football (en) : 2 épisodes

### Réalisateur
- 1967 : Match des Étoiles de la Ligue majeure de baseball 1967
- 1967 : Série mondiale 1967
- 1968 : Match des Étoiles de la Ligue majeure de baseball 1968
- 1969 : Match des Étoiles de la Ligue majeure de baseball 1969
- 1970 : Match des Étoiles de la Ligue majeure de baseball 1970

### Scénariste
- 1987 : Friday Night Videos (en) : 1 épisode
- 1989-1993 : Later with Bob Costas : 3 épisodes
- 2010 : Jeux olympiques d'hiver de 2010